# セークシット・シーサイ
セークシット・シーサイ（英: Seksit Srisai、タイ語: เสกศิทธิ์ ศรีใส、1994年8月29日 - ）は、タイ王国出身のサッカー選手。アユタヤ・ユナイテッド所属。ポジションはミッドフィールダー。

## 来歴

### クラブ
2010年、ムアントン・ユナイテッドFCへ加入した。2010年はプーケットFCへ期限付き移籍。2012年にランシット・ユニバーシティFCへ、2014年にTOT SCへ期限付き移籍。
2017年にはBECテロ・サーサナFCへ移籍した。
2018年、ウドーンターニーFCへ移籍した。